# 54e Grammy Awards

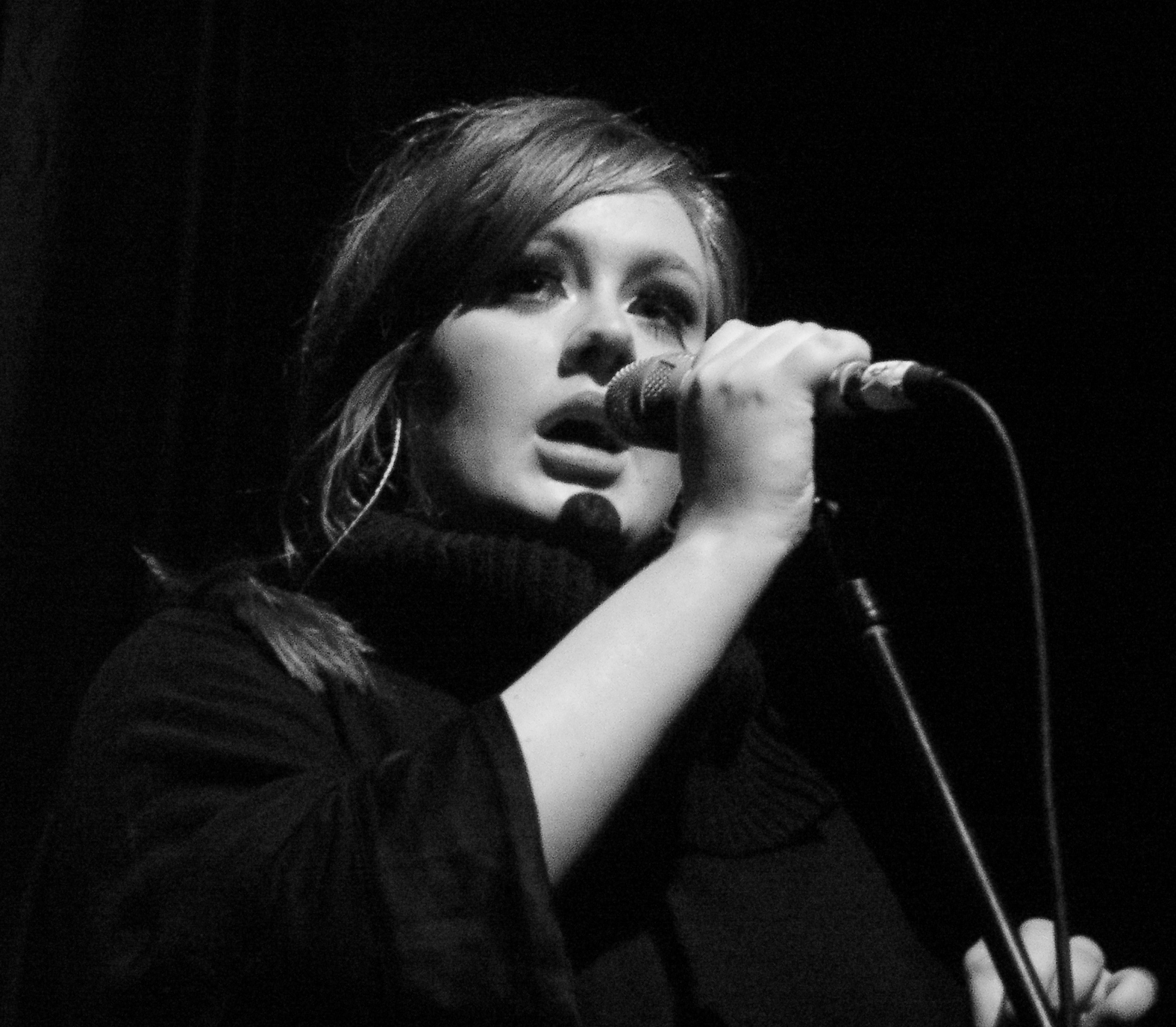
Adele haalde alle zes awards binnen waarvoor ze genomineerd werd. Ze werd ook nog maar de tweede artiest die in alle hoofdcategorieën gewonnen heeft.

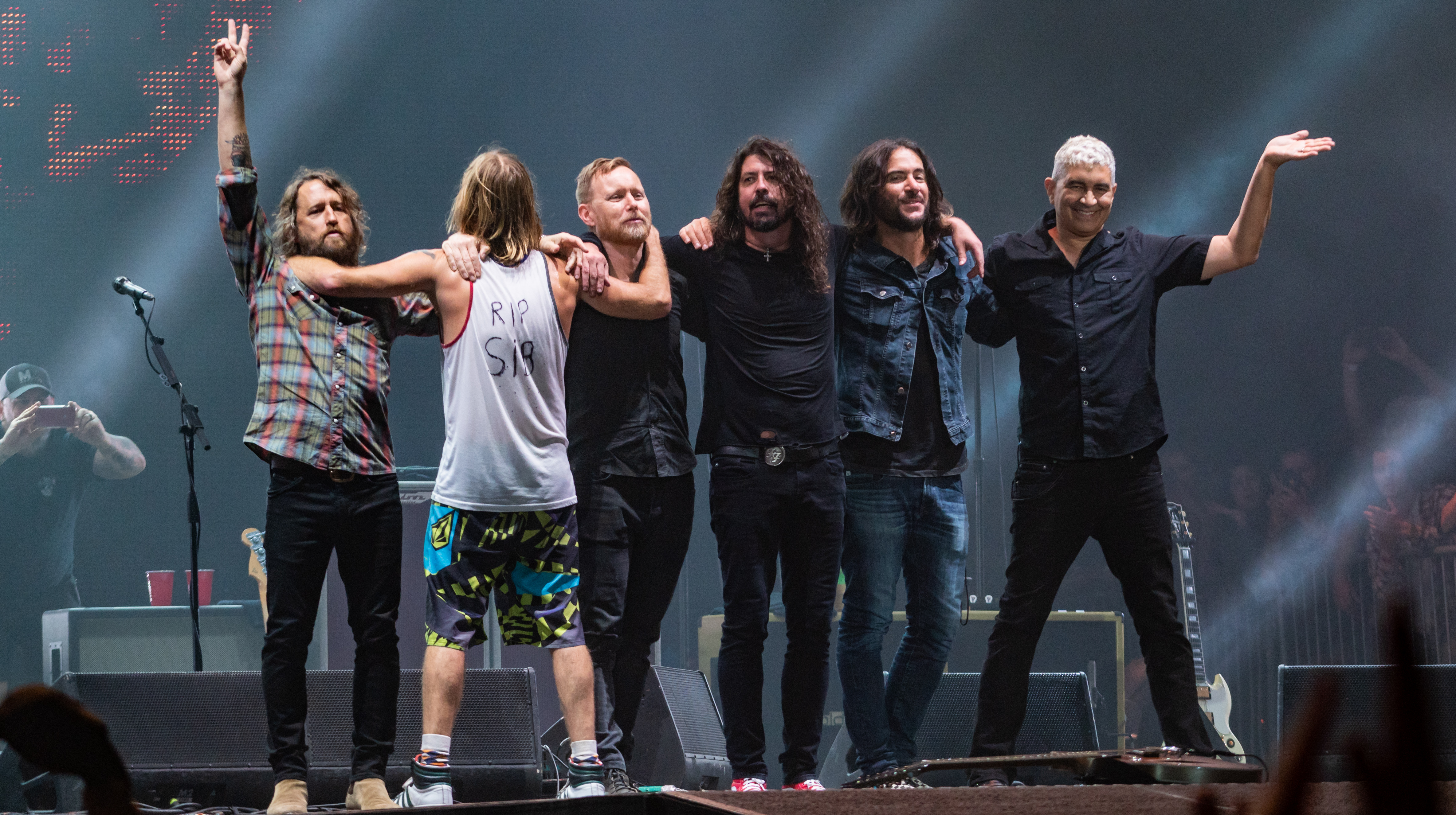
De rockgroep Foo Fighters wonnen alle awards in de categorie Rock (4) en moesten enkel in de categorie Album of the Year de duimen leggen voor Adele.

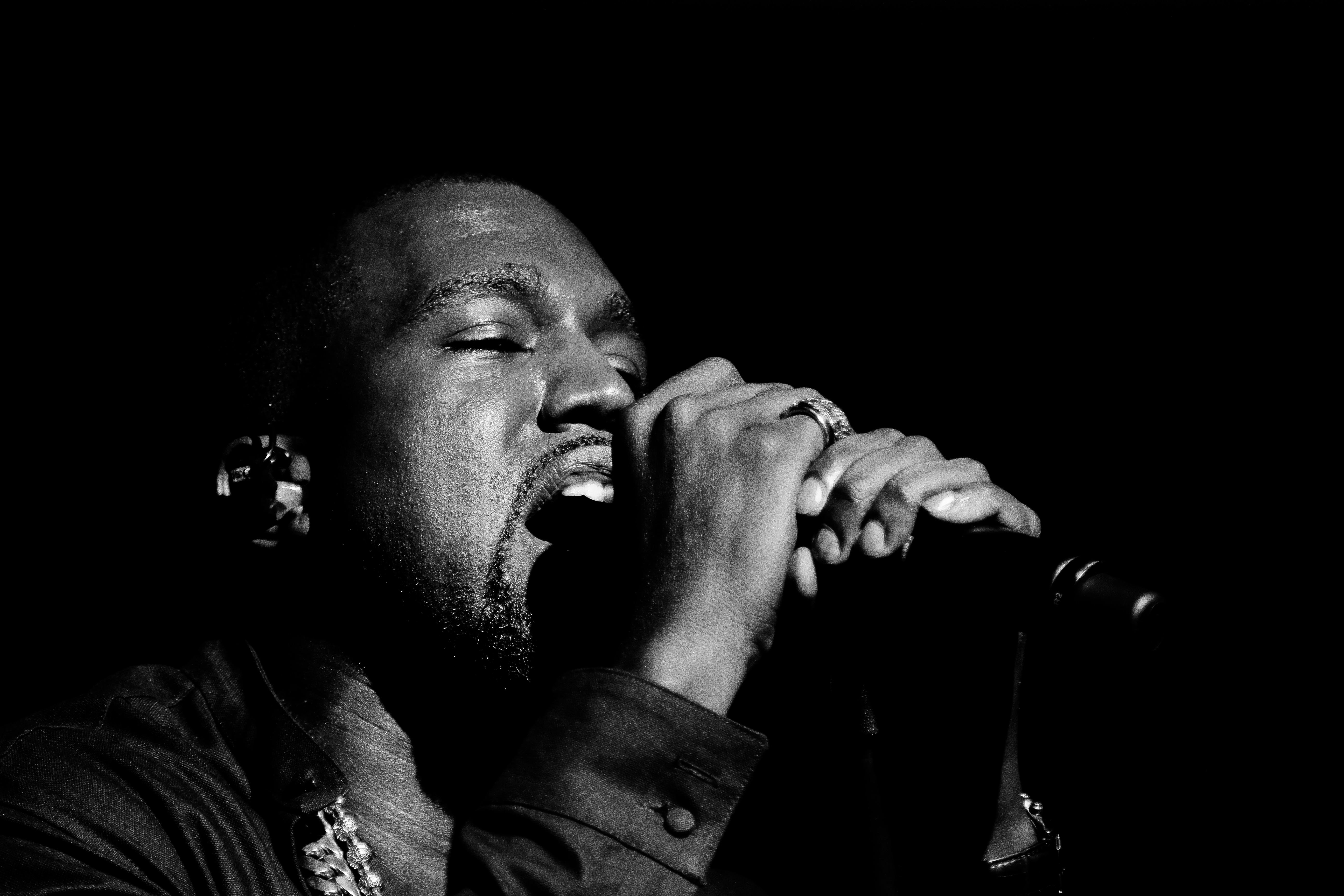
Kanye West werd het meest genomineerd, en wist vier Grammy's te winnen in de categorie rap. Kritiek kwam er op de ontbrekende nominatie voor zijn album, nadat ze geprezen werd door tientallen nieuwssites.

De 54e editie van de jaarlijkse uitreiking van de Grammy Awards vond plaats op 12 februari 2012 in het Staples Center in Los Angeles.
De jaarlijkse muziekprijzen worden toegekend door de National Academy of Recording Arts and Sciences (NARAS), voor de beste plaatproducties en artiesten van het voorgaande jaar (om precies te zijn: voor platen die zijn uitgebracht tussen 1 oktober 2010 en 30 september 2011). Hoewel het een Amerikaanse muziekprijs is, staan de categorieën open voor alle nationaliteiten. In 2012 was één Nederlander genomineerd, Afrojack in de categorieën Best Remixed Recording en Best Rap Song. Hij won in geen van beide gevallen.
Deze editie van de Grammy Awards was de eerste sinds een ingrijpende herstructurering van het aantal categorieën, die in het voorjaar van 2011 was aangekondigd. Van de meer dan honderd categorieën waren er in 2012 nog maar 78 over. Zo waren onder meer enkele gespecialiseerde Amerikaanse muziekstijlen (cajun, tejano, Hawaïaanse muziek en polka) nu ondergebracht in één 'roots'-categorie. In andere categorieën was het onderscheid tussen mannelijke en vrouwelijke artiesten verdwenen.
De uitreiking werd uitgezonden door televisiezender CBS. Niet alle prijswinnaars werden in beeld gebracht; traditiegetrouw werden enkele tientallen minder belangrijk geachte categorieën al 's middags vóór de tv-uitzending uitgereikt. Dit gebeurt meestal in een van de bijzalen van de locatie van de 'grote' uitreiking. Sinds 2011 is deze uitreiking, de "Pre-Telecast Ceremony", te zien op de website van de Grammy Awards, grammy.com.
De nominaties waren op 30 november 2011 bekendgemaakt in het programma "The GRAMMY Nominations Concert Live! – Countdown to Music's Biggest Night", een uur durende speciale live-uitzending vanuit Club Nokia in L.A. Live.
Grote winnaar was Adele, met zes prijzen, gevolgd door The Foo Fighters (vijf) en Kanye West (vier). Bruno Mars, die net als Adele zes keer genomineerd was, won niet één Grammy.
Bluegrass-artieste Alison Krauss won haar 27e Grammy, waarmee ze de meest succesvolle vrouw ooit is bij de Grammy Awards. Tony Bennett won zijn vijftiende en zestiende Grammy, Pat Metheny zijn achttiende.
Er waren twee postume Grammy's: Amy Winehouse won in de categorie Best Pop Duo/Group Performance voor het duet Body and Soul (met Tony Bennett), en Israel "Cachao" López won in de categorie Best Tropical Latin Album. Winehouse overleed in 2011, López in 2008.
Deze editie van de Grammy's werd overschaduwd door de dood van Whitney Houston een dag voor de uitreiking. De avond stond voor een groot deel in teken van deze zangeres.

## Winnaars
Dit zijn de winnaars per categorie. In sommige categorieën worden niet alleen prijzen aan de uitvoerende artiest(en) gegeven, maar ook aan anderen zoals producers, arrangeurs of technici. Hun namen staan ook vermeld. In een aantal gevallen waarin niet de uitvoerende artiest een Grammy kreeg maar bijvoorbeeld de producer, componist, arrangeur of solist, staan de uitvoerenden tussen haakjes.

### Algemeen
- Record of the Year:
  - "Rolling in the Deep" - Adele

(Paul Epworth, producer; Tom Elmhirst & Mark Rankin, technici/mixers)
- Album of the Year:
  - "21" - Adele

(Jim Abbiss, Adele Adkins, Paul Epworth, Rick Rubin, Fraser T. Smith, Ryan Tedder & Dan Wilson, producers; Jim Abbiss, Philip Allen, Beatriz Artola, Ian Dowling, Tom Elmhirst, Greg Fidelman, Dan Parry, Steve Price, Mark Rankin, Andrew Scheps, Fraser T. Smith & Ryan Tedder, technici/mixers; Tom Coyne, mastering engineer)
- Song of the Year:
  - Adele en Paul Epworth (componisten) voor "Rolling in the Deep" (uitvoerende: Adele)
- Best New Artist:
  - Bon Iver

### Pop
- Best Pop Solo Performance (Beste pop-uitvoering - solo)
  - "Someone Like You - Adele
- Best Pop Duo/Group Performance (Beste pop-uitvoering - duo/groep)
  - "Body and Soul" - Tony Bennett & Amy Winehouse (van het album Duets II)
- Best Pop Instrumental Album
  - "The Road From Memphis" - Booker T. Jones
- Best Pop Vocal Album
  - "21 - Adele

### Dance/Electronica
- Best Dance Recording''
  - "Scary Monsters and Nice Sprites" - Skrillex
- Best Dance/Electronica Album
  - "Scary Monsters and Nice Sprites" - Skrillex

### Traditionele Pop
- Best Traditional Pop Vocal Album
  - "Duets II" - Tony Bennett

### Rock
- Best Rock Performance (Beste rock uitvoering)
  - "Walk" - Foo Fighters
- Best Hard Rock/Metal Performance
  - "White Limo" - Foo Fighters
- Best Rock Song
  - Foo Fighters (componisten) voor "Walk" (uitvoerenden: Foo Fighters)
- Best Rock Album
  - "Wasting Light" - Foo Fighters

### Alternative
- Best Alternative Music Album
  - "Bon Iver, Bon Iver" - Bon Iver

### R&B
- Best R&B Performance (Beste R&B uitvoering)
  - "Is This Love" - Corinne Bailey Rae
- Best Traditional R&B Perfomance (Beste traditionele R&B uitvoering)
  - "Fool For You" - Cee Lo Green & Melanie Fiona
- Best R&B Song
  - Cee Lo Green & Jack Splash (componisten) voor "Fool For You" (uitvoerenden: Cee Lo Green & Melanie Fiona)
- Best R&B Album
  - "F.A.M.E. - Chris Brown

### Rap
- Best Rap Performance
  - "Otis" - Jay Z & Kanye West
- Best Rap/Sung Collaboration (Een combinatie van een rapper en een zanger(es)/groep)
  - "All Of The Lights" - Kanye West featuring Fergie, Kid Cudi & Rihanna
- Best Rap Song
  - Jeff Bhasker, Fergie, Really Doe, Kanye West & Malik Yusef (componisten) voor "All Of The Lights" (uitvoerenden: Kanye West, Fergie, Kid Cudi & Rihanna)
- Best Rap Album
  - "My Beautiful Dark Twisted Fantasy" - Kanye West

### Country
- Best Country Solo Performance (Beste country-uitvoering - solo)
  - "Mean" - Taylor Swift
- Best Country Duo/Group Performance (Beste country-uitvoering - duo/groep)
  - "Barton Hollow" - The Civil Wars
- Best Country Song
  - Taylor Swift (componist) voor "Mean" (uitvoerende: Taylor Swift)
- Best Country Album
  - "Own The Night" - Lady Antebellum

### New Age
- Best New Age Album
  - "What's It All About" - Pat Metheny

### Jazz
- Best Improvised Jazz Solo (Beste geïmproviseerde jazz solo)
  - "500 Miles High" - Chick Corea
- Best Jazz Vocal Album
  - "The Mosaic Project" - Terry Lynne Carrington e.a.
- Best Jazz Instrumental Album
  - "Forever" - Corea, Clarke & White
- Best Large Jazz Ensemble Album (Beste jazzalbum voor grotere formaties, bijvoorbeeld bigbands)
  - "The Good Feeling" - Christian McBride Big Band

### Gospel/Contemporary Christian Music
Noot: De term Contemporary Christian Music ("Eigentijdse christelijke muziek") wordt hier gebruikt om een duidelijk verschil aan te geven tussen de traditionele gospelmuziek en de modernere, eigentijdse christelijke muziek met pop, urban en rock-invloeden.
- Best Gospel/Contemporary Christian Music Performance (Beste gospel/CCM uitvoering)
  - "Jesus" - Le'andria Johnson
- Best Gospel Song
  - Kirk Franklin (componist) voor "Hello Fear" (uitvoerende: Kirk Franklin)
- Best Contemporary Christian Music Song
  - Laura Story (componist) voor "Blessings" (uitvoerende: Laura Story)
- Best Gospel Album
  - "Hello Fear" - Kirk Franklin
- Best Contemporary Christian Music Album
  - "And If Our God Is For Us..." - Chris Tomlin

### Latin
- Best Latin Pop, Rock or Urban Album
  - "Drama y Luz" - Maná
- Best Regional Mexican or Tejano Album
  - "Bicentenario" - Pepe Aguilar
- Best Banda or Norteño Album
  - "MTV Unplugged: Los Tigres del Norte & Friends" - Los Tigres del Norte
- Best Tropical Latin Album
  - "The Last Mambo" - Israel "Cachao" López

### American Roots Music(Amerikaanse traditionele muziek)
- Best Americana Album
  - "Ramble at the Ryman" - Levon Helm
- Best Bluegrass Album
  - "Paper Airplane" - Alison Krauss & Union Station
- Best Blues Album
  - "Revelator" - Tedeschi Trucks Band
- Best Folk Album
  - "Barton Hollow" - The Civil Wars
- Best Regional Roots Music Album (Regional Roots Music = regionale muziek in de VS, zoals polka, zydeco, cajun, Hawaïaans of Native American)
  - "Rebirth of New Orleans" - The Rebirth Brass Band

### Reggae
- Best Reggae Album
  - "Revelation Pt. 1: The Root of Life" - Stephen Marley

### Wereldmuziek (World Music)
- Best World Music Album
  - "Tassili" - Tinariwen

### Kinderrepertoire
- Best Children's Album
  - "All About Bullies... Big and Small" - James Cravero, Gloria Domina, Kevin Mackie, Steve Pullara & Patrick Robinson

### Gesproken Woord (Spoken Word)
- Best Spoken Word Album
  - "If You Ask Me (And Of Course You Won't)" - Betty White

### Comedy
- Best Comedy Album
  - "Hilarious" - Louis C.K.

### Theater (Musical Show)
- Best Musical Theater Album
  - "The Book of Mormon (Original Broadway Cast Recording)" - Josh Gad & Andrew Rannells, solisten; Anne Garefino, Robert Lopez, Stephen Oremus, Trey Parker, Scott Rudin & Matt Stone, producers; Robert Lopez, Trey Parker & Matt Stone, componisten/tekstschrijvers

### Music for Visual Media(Muziek voor onder andere films, tv-series en games)
- Best Compilation Soundtrack for Visual Media (Beste soundtrack voor visuele media, bestaande uit eerder uitgebracht materiaal of materiaal dat niet speciaal voor de soundtrack is gecomponeerd)
  - "Boardwalk Empire Volume 1" - Stewart Lerman, Randall Poster and Kevin Weaver, producers
- Best Score Soundtrack for Visual Media (Beste soundtrack voor visuele media, bestaande uit materiaal dat speciaal voor deze soundtrack is gecomponeerd/opgenomen)
  - "The King's Speech" - Alexandre Desplat (componist)
- Best Song Written for Visual Media
  - Alan Menken & Glenn Slater (componisten) voor "I See The Light" (uit Tangled, uitvoerenden: Mandy Moore & Zachary Levi)

### Composing/Arranging
- Best Instrumental Composition
  - "Life in Eleven" - Béla Fleck & Howard Levy (uitvoerenden: Béla Fleck & The Flecktones)
- Best Instrumental Arrangement
  - "Rhapsody in Blue" - Gordon Goodwin, arrangeur (uitvoerenden: Gordon Goodwin's Big Phat Band)
- Best Instrumental Arrangement Accompanying Vocalist(s) (Beste instrumentale arrangement voor een lied met vocalen)
  - "Who Can I Turn To (When Nobody Needs Me)" - Jorge Calandrelli, arrangeur (uitvoerenden: Tony Bennett & Queen Latifah, van het album Duets II van Tony Bennett)

### Package (Hoezen/Verpakking)
- Best Recording Package (Beste hoes/verpakking)
  - Caroline Robert, artdirector, voor Scenes From The Suburbs (uitvoerenden: Arcade Fire) (Noot: in de officiële lijst van genomineerden werd de naam van Vincet Morisset genoemd, maar bij de uitreiking van de Grammy's werd de onderscheiding toegekend aan Caroline Robert. De reden van deze wijziging werd niet bekendgemaakt.)
- Best Boxed or Special Limited Edition Package (Beste verpakking voor een box of een speciale uitgave in gelimiteerde oplage)
  - Dave Bett & Michelle Holme, artdirectors, voor "The Promise: The Darkness on the Edge of Town Story" (uitvoerende: Bruce Springsteen)

### Notes (Hoesteksten)
- Best Album Notes (Beste hoestekst)
  - Adam Machado voor "Hear Me Howling!: Blues, Ballads & Beyond as Recorded by the San Francisco Bay by Chris Strachwitz in the 1960s" (diverse uitvoerenden)

### Historical (Historische uitgaven)
- Best Historical Album (Beste historische uitgave)
  - "Band on the Run (The Paul McCartney Archive Collection - Deluxe Edition)" - Paul McCartney (producer) en Sam Okell & Steve Rooke (technici) (uitvoerenden: Paul McCartney & Wings)

### Production
- Best Engineered Album (Non Classical) (Beste technische uitvoering voor een niet-klassiek album)
  - Mike Shipley & Brad Blackwood (technici) voor "Paper Airplane" (uitvoerenden: Alison Krauss & Union Station)
- Best Engineered Album (Classical) (Beste technische uitvoering voor een klassiek album)
  - Byeong-Joon Hwang & John Newton (technici), Jesse Lewis (mastering technicus) voor "Aldridge: Elmer Gantry" (uitvoerenden: William Boggs, Keith Phares, Patricia Risley, Vale Rideout, Frank Kelley, Heather Buck, Florentine Opera Chorus & Milwaukee Symphony Orchestra)
- Producer of the Year (Non-Classical)
  - Paul Epworth (producer)
- Producer of the Year (Classical)
  - Judith Sherman
- Best Remixed Recording
  - Skrillex (remixer) voor "Cinema (Skrillex Remix)" (uitvoerenden: Benny Benassi ft. Gary Go)
- Best Surround Sound Album
  - Elliot Scheiner, surround mix technicus; Bob Ludwig, surround mastering technicus; Bill Levenson & Elliot Scheiner, surround producers voor "Layla and Other Assorted Lovesongs - Super Deluxe Edition" (uitvoerenden: Derek & The Dominos)

### Classical (Klassieke muziek)
- Best Orchestral Performance (Beste uitvoering van een orkest)
  - "Brahms: Symphony No. 4" - Gustavo Dudamel (dirigent) (uitvoerenden: Los Angeles Philharmonic Orchestra)
- Best Opera Recording
  - "Adams: Doctor Atomic" - Alan Gilbert (dirigent); Meredith Arwady, Sasha Cooke, Richard Paul Fink, Gerald Finley, Thomas Glenn & Eric Owens (solisten); Jay David Saks, producer (overige uitvoerenden: Metropolitan Opera Orchestra; Metropolitan Opera Chorus)
- Best Choral Performance (Beste uitvoering van een koor)
  - "Light & Gold" - Eric Whitacre (dirigent) (overige uitvoerenden en solisten: Christopher Glynn & Hila Plitmann; The King's Singers, Laudibus, Pavão Quartet & The Eric Whitacre Singers)
- Best Small Ensemble Performance (Beste uitvoering van een klein ensemble, bijvoorbeeld een kamermuziekensemble of andere ensembles zonder dirigent)
  - "Mackey: Lonely Motel - Music From Slide" - Rinde Eckert & Steven Mackey met Eighth Blackbird (ensemble)
- Best Classical Instrumental Solo
  - "Schwantner: Concerto for Percussion & Orchestra" - Giancarlo Guerrero (dirigent) & Christopher Lamb (solist) (uitvoerenden: Nashville Symphony)
- Best Classical Vocal Solo
  - "Diva Divo" - Joyce DiDonato (uitvoerenden: Kazushi Ono; Orchestre De L'Opéra National De Lyon; Choeur De L'Opéra National De Lyon)
- Best Contemporary Classical Composition (Beste eigentijdse klassieke compositie)
  - Robert Aldridge & Herschel Garfein voor "Aldridge: Elmer Gantry"

### Music Video
- Best Short Form Music Video (Beste korte muziekvideo (clip))
  - Adele (uitvoerende), Sam Brown (regisseur) en Hannah Chandler (video producer) voor "Rolling in the Deep"
- Best Long Form Music Video (Beste lange muziekvideo, bijvoorbeeld documentaires of concertregistraties)
  - Foo Fighters (uitvoerenden), James Moll (regisseur) en James Moll & Nigel Sinclair (video producers) voor "Foo Fighters: Back and Forth"

### Speciale Grammyonderscheidingen
- MusiCares Person of the Year
  - Paul McCartney
- President's Merit Award
  - Richard Branson
- Grammy Lifetime Achievement Award
  - Allman Brothers Band
  - Glen Campbell
  - Tom Jobim
  - Roy Haynes
  - George Jones
  - Memphis Horns
  - Diana Ross
  - Gil Scott-Heron
- Grammy Trustees Award
  - Dave Bartholomew
  - Steve Jobs
  - Rudy van Gelder
- Technical Grammy Award
  - Roger Nichols
  - Celemony

## Meeste onderscheidingen
- Adele: zes
  - Record of the Year
  - Album of the Year
  - Song of the Year
  - Best Pop Solo Performance
  - Best Pop Vocal Album
  - Best Short Form Music Video
- Foo Fighters: vijf
  - Best Rock Performance
  - Best Hard Rock/Metal Performance
  - Best Rock Song
  - Best Rock Album
  - Best Long Form Music Video
- Kanye West: vier
  - Best Rap Performance
  - Best Rap/Sung Collaboration
  - Best Rap Song
  - Best Rap Album
- Skrillex: drie
  - Best Dance Recording
  - Best Dance/Electronica Album
  - Best Remixed Recording

Tony Bennett, Bon Iver, Cee Lo Green, The Civil Wars, Fergie, Kirk Franklin, Chick Corea en Taylor Swift wonnen elke twee Grammys.

## Meeste nominaties
Kanye West was vooraf de grootste kanshebber op een prijs. Van zijn zeven nominaties wist hij uiteindelijk vier te verzilveren.
Adele was zes keer genomineerd en won in elke categorie waarvoor ze genomineerd was. Ook The Foo Fighters waren zes keer genomineerd. Zij konden daar vijf van omzetten in een Grammy.
Opvallend was Bruno Mars. Hij was zes keer genomineerd maar ging uiteindelijk met lege handen naar huis. In vijf van de zes categorieën waarin hij was genomineerd moest hij het afleggen tegen Adele.
Vijf nominaties waren er voor Lil Wayne (nul Grammy's) en producer Skrillex (drie Grammy's), terwijl de volgende namen elk vier nominaties in de wacht hebben gesleept: Drake, Philip Epworth (producer voor onder andere Adele), Philip Lawrence, Ari Levine (componisten/producers), Nicki Minaj, Mumford & Sons, Radiohead, Rihanna en Justin Vernon (zanger van Bon Iver). Van deze genomineerde wonnen alleen Philip Epworth and Rihanna een of meerdere Grammy's, terwijl Justin Vernon met Bon Iver twee Grammy's won.